# Coulis (cuisine)
Pour les articles homonymes, voir coulis.

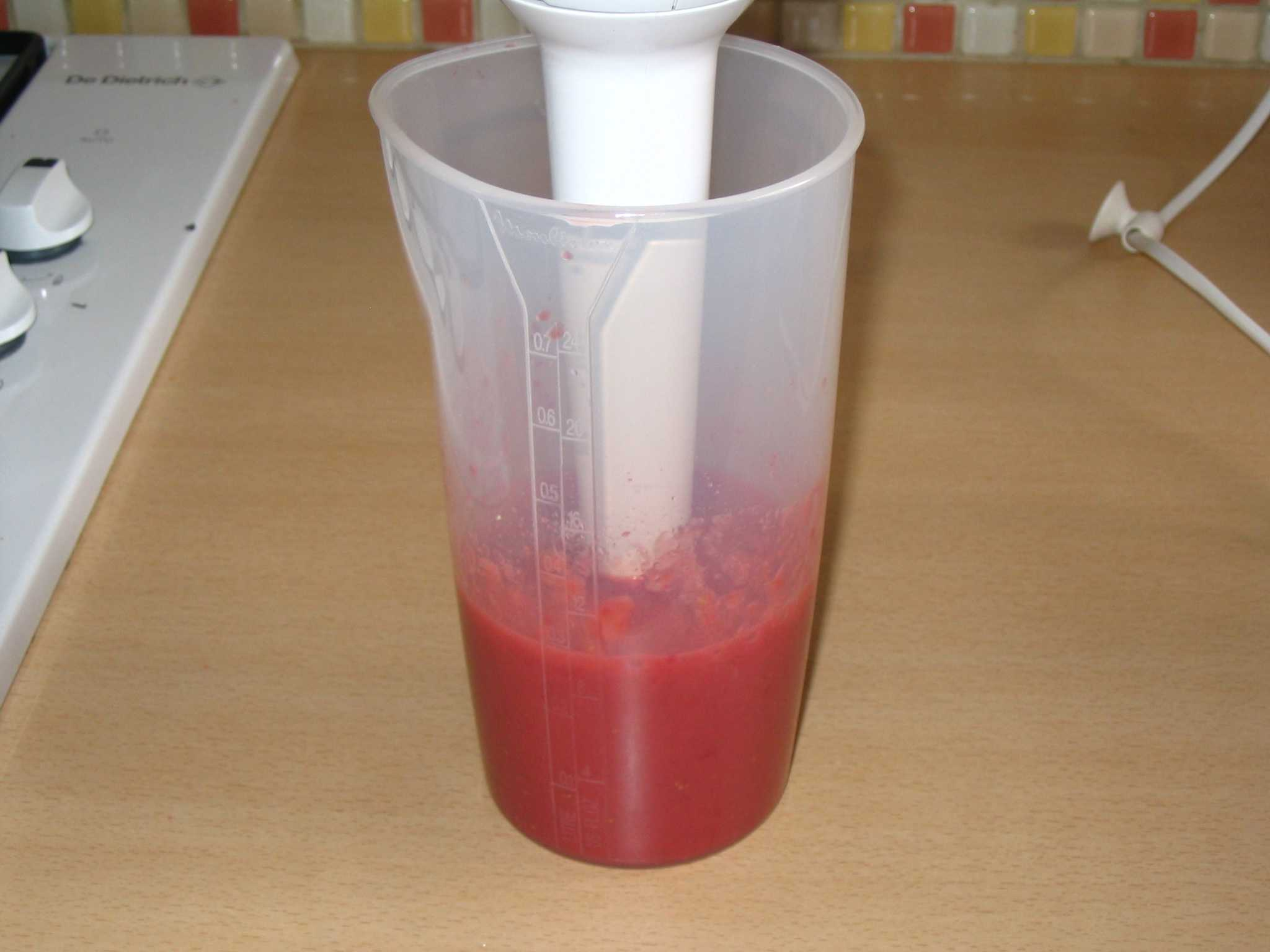
Préparation de coulis de fraise.

Un coulis est un suc obtenu à froid après avoir écrasé un aliment qui est ensuite passé dans un tamis. Il sert généralement de sauce ou d'accompagnement. Ne pas confondre le coulis et la purée qui, elle, est cuite.
Pour les plats salés :
- coulis de tomates, autre nom de la sauce tomate,
- bisque, de homard, de crabe, etc.

Pour les desserts :
- coulis de fruits rouges (cassis, groseilles…) en accompagnement de desserts tels que le fromage blanc, la panna cotta…